# Lee Yul-woo
Lee Yul-woo (kor. 이열우) (* 25. Januar 1967 in Okcheon; † 10. Dezember 2009) war ein südkoreanischer Boxer im Fliegengewicht.

## Profikarriere
Am 19. März 1989 boxte er gegen German Torres um die WBC-Weltmeisterschaft und gewann durch technischen K. o. in Runde 9. Diesen Gürtel verlor er allerdings bereits in seiner ersten Titelverteidigung an Humberto González im Juni des desselben Jahres durch Knockout. 
Am 3. März 1990 wurde er WBA-Weltmeister, als er Jesús Rojas durch geteilte Punktentscheidung bezwang. Auch diesmal verlor Lee den Gürtel Ende Juli desselben Jahres bereits in seiner ersten Titelverteidigung gegen Leopard Tamakuma durch T.K.o. in Runde 10.
Nach dieser Niederlage beendete Lee seine Karriere.